# Бйорн Кварме
Бйорн Торе Кварме (норв. Bjørn Tore Kvarme, нар. 17 червня 1972, Тронгейм, Норвегія) — норвезький футболіст, захисник.

## Клубна кар'єра
Народився у місті Тронгейм. У 1991 році перейшов зі скромного клубу «Утлейра» до «Русенборга». У команді провів 6 сезонів, за цей час 5 разів вигравав Тіппелігу. Восени 1996 року був близьким до переходу в Стабек, проте представник англійської Прем'єр-ліги «Ліверпуль» зміг перехопити гравця у норвезького клубу. В еліті англійського футболу дебютував 18 січня 1997 року в переможному (3:0) поєдинку проти «Астон Вілли». Кваме провів три роки в Мерсісайді. У 1999 році перейшов до французького «Сент-Етьєна», де провів два сезони та став капітаном команди. Після цього підсилив представника Ла-Ліги «Реал Сосьєдад». В іспанській Прімері дебютував 26 серпня 2001 року в поєдинку проти «Атлетіка» (Більбао) (1:3). У команді з Країни Басків провів три сезони, перш ніж повернутися до Франції, де протягом півсезону захищав кольори «Бастії». Дебютував за нову команду 27 серпня 2004 року в нічийному (1:1) матчі проти «Ніцци» У 2005 році повернувся до «Русенборга», з яким вже наступного року виграв чемпіонат Норвегії.
Бйорн Кварме оголосив про завершення кар'єри гравця по закінченні сезону 2007 року. Вказуючи травми та відсутність ігрового часу як основні причини цього рішення, він, однак, погодився провести ще рік у «Русенборзі». У червні 2008 року, по ходу сезону, закінчив кар'єру футболіста.

## Кар'єра в збірній
Виступав за молодіжну збірну Норвегії. Єдиний матч у футболці національної збірної Норвегії зіграв 8 жовтня 1997 року проти Колумбії (0:0)